# سیارک ۱۶۹۴۴
سیارک ۱۶۹۴۴ (به انگلیسی: 16944 Wangler، نامگذاری:1998HK45) شانزده هزار و نهصد و چهل و چهارمین سیارک کشف شده‌است که در ۲۰ آوریل ۱۹۹۸ کشف شد.
قدر مطلق سیارک برابر ۱۵.۵ است.